# Zbyněk Irgl

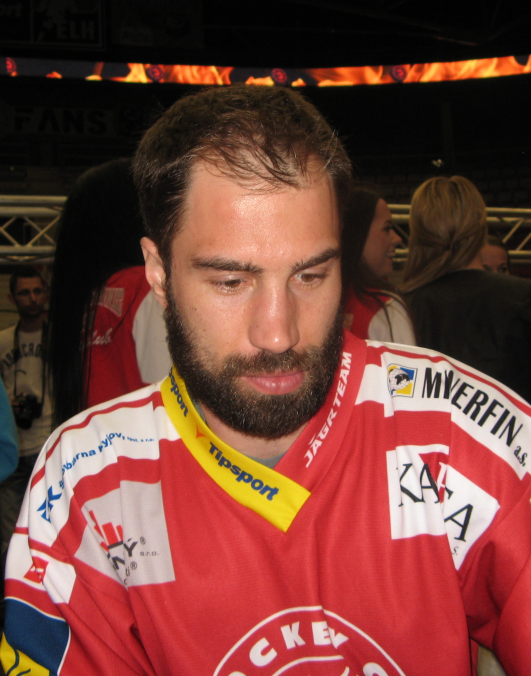
Po zakončení sezóny 2014/15 ve Werk Areně

Zbyněk Irgl (* 29. listopadu 1980, Ostrava) je bývalý český hokejový útočník, který odehrál přes 600 utkání v extralize a přes 300 v KHL.
Od roku 2004 nastupoval za českou hokejovou reprezentaci. Svůj neslavnější gól dal v prodloužení čtvrtfinále proti Rusku na MS 2006.
28. listopadu 2014 mu byl nalezen nádor v ledvině. První extraligové utkání po návratu odehrál 4. 4. 2015 v pátém semifinalovém utkání proti HC Spartě Praha. Svou poslední profesionální sezónu 2020/21 odehrál za Vítkovice.

## Zajímavosti
- 22. října 2017 v domácím utkání proti HC Dukla Jihlava odehrál své 600. utkání v extralize.

## Ocenění a úspěchy
- 2005 ČHL/SHL – Utkání hvězd české a slovenské extraligy
- 2007 NLA - Nejlepší střelec v playoff
- 2009 KHL - Nejvíce vstřelených vítězných branek
- 2012 KHL - Utkání hvězd

## Prvenství

### ČHL
- Debut - 20. září 1998 (HC Vítkovice proti HC Slovnaft Vsetín)
- První asistence - 24. ledna 1999 (HC Vítkovice proti HC ZPS Barum Zlín)
- První gól - 5. února 1999 (HC Vítkovice proti HC Velvana Kladno, brankáři Luboš Horčička)
- První hattrick - 17. února 2004 (HC Vítkovice proti HC Energie Karlovy Vary)

### KHL
- Debut - 2. září 2008 (Salavat Julajev Ufa proti Lokomotiv Jaroslavl)
- První asistence - 4. září 2008 (Traktor Čeljabinsk proti Lokomotiv Jaroslavl)
- První gól - 12. září 2008 (Lokomotiv Jaroslavl proti HK Sibir Novosibirsk, brankáři Tomas Lawson)
- První hattrick - 22. listopadu 2011 (Barys Astana proti HK Dinamo Minsk)

## Hráčská kariéra
- 1998/1999 HC Vítkovice ELH, HC Femax Havířov (1. liga)
- 1999/2000 HC Vítkovice ELH, HC Dukla Jihlava (1. liga)
- 2000/2001 HC Vítkovice ELH, HC Slezan Opava (1. liga)
- 2001/2002 HC Vítkovice ELH
- 2002/2003 HC Vítkovice ELH, HC Sareza Ostrava (2. liga) [5]
- 2003/2004 HC Vítkovice ELH
- 2004/2005 HC Vítkovice ELH
- 2005/2006 HC Vítkovice Steel ELH
- 2006/2007 HC Vítkovice Steel ELH, HC Davos (Švýcarsko) Mistr Švýcarské ligy
- 2007/2008 Lokomotiv Jaroslavl (Rusko)
- 2008/2009 Lokomotiv Jaroslavl (Rusko) (KHL)
- 2009/2010 Lokomotiv Jaroslavl (Rusko) (KHL)
- 2010/2011 Atlant Mytišči (Rusko) (KHL)
- 2011/2012 HK Dinamo Minsk (Bělorusko) (KHL)
- 2012/2013 HK Dinamo Minsk (Bělorusko) (KHL)
- 2013/2014 HK Dinamo Minsk (Bělorusko) (KHL)
- 2014/2015 HC Oceláři Třinec ELH
- 2015/2016 HC Oceláři Třinec ELH
- 2016/2017 HC Oceláři Třinec ELH –
- 2017/2018 HC Oceláři Třinec ELH, HC Olomouc ELH (hostování)
- 2018/2019 HC Olomouc ELH
- 2019/2020 HC Olomouc ELH
- 2020/2021 HC Vítkovice Ridera ELH
- 2021/2022 MSK Orlová (Krajské hokejové přebory)

## Reprezentace
První zápas v reprezentaci: 11. listopadu 2004 Česko – Finsko (Helsinky).
| Rok                       | Tým                       | Soutěž                    | Z  | G | A | B  | TM |
| ------------------------- | ------------------------- | ------------------------- | -- | - | - | -- | -- |
| 1998                      | Česko 18                  | MEJ                       | 6  | 2 | 3 | 5  | 4  |
| 2000                      | Česko 20                  | MSJ                       | 7  | 2 | 1 | 3  | 6  |
| 2006                      | Česko                     | MS                        | 6  | 2 | 2 | 4  | 0  |
| 2007                      | Česko                     | MS                        | 7  | 2 | 2 | 4  | 4  |
| 2008                      | Česko                     | MS                        | 7  | 1 | 2 | 3  | 2  |
| 2009                      | Česko                     | MS                        | 5  | 0 | 0 | 0  | 2  |
| 2013                      | Česko                     | MS                        | 8  | 2 | 1 | 3  | 0  |
| Juniorská kariéra celkově | Juniorská kariéra celkově | Juniorská kariéra celkově | 13 | 4 | 4 | 8  | 10 |
| Seniorská kariéra celkově | Seniorská kariéra celkově | Seniorská kariéra celkově | 33 | 7 | 7 | 14 | 8  |